# Tholurna
Tholurna is een monotypisch geslacht van korstmossen behorend tot de familie Caliciaceae. Het bevat alleen Tholurna dissimilis.